# 札幌市立幌西小学校
札幌市立幌西小学校（さっぽろしりつ こうさいしょうがっこう）は、北海道札幌市中央区にある公立小学校。

## 概要
円山と藻岩山を望む、豊かな自然環境に位置する。他学年との交流に力をいれており、遠足は他学年と一緒に行動する（ふれあい遠足）。他にも交流会を開いたり、決められた日に一緒に給食を食べるなど（ふれあい給食）、さまざまな交流活動をしている。また、合唱団も強く、全国大会の常連校である。また、「ユニセフ募金」にも力を入れている。
札幌市教育委員会の事業である「札幌市学校図書館地域開放事業」の指定校となっている。

## 沿革
- 1926年
  - 1月15日 - 札幌市幌西尋常小学校として開校[1]
  - 4月1日 - 札幌市幌西尋常高等小学校と改称[2]
- 1927年 - アメリカ・モントクレヤー校より「友情の人形」が到着
- 1931年4月1日 - 札幌市幌西尋常小学校と改称[3]
- 1936年 - 校歌制定
- 1941年4月1日 - 国民学校令施行、札幌市幌西国民学校と改称[4]
- 1947年4月1日 - 学校教育法施行、札幌市立幌西小学校と改称[5]
- 1952年 - 「幌西小学校の歌」制定
- 1965年 - アメリカ・ポートランド市のジョン・ジャコブ・アスター校と姉妹校提携
- 1973年 - 実践研究に対し北海道教育委員会表彰
- 1977年 - 新校舎落成
- 1983年 - ソニー理科振興基金優秀賞受賞
- 1985年 - NHK全国学校音楽コンクール全道大会で2年連続金賞受賞（～86年）
- 1985年 - 開校60周年記念式典
- 1994年 - NHK全国学校音楽コンクールで銅賞受賞
- 1995年 - 全日本健康推進学校「すこやか奨励賞」受賞
- 1995年 - 開校70周年記念式典
- 2003年 - NHK全国学校音楽コンクールで銅賞受賞
- 2005年 - 開校80周年記念式典
- 2007年 - こども音楽コンクール全国大会重唱・合唱の2部門で文部科学大臣奨励賞受賞
- 2009年 - こども音楽コンクール全国大会重唱部門で文部科学大臣奨励賞受賞
- 2009年 - NHK全国学校音楽コンクールで優良賞受賞
- 2010年 - 全国教育美術展文部科学大臣奨励賞受賞
- 2013年 - 開放図書館の設置

## 主な行事
- 4月：入学式、始業式、着任式
- 5月：運動会
- 6月：プール開き
- 7月：1学期終業式
- 8月：2学期始業式
- 9月：ふれあい遠足
- 11月：日曜参観、バザー
- 12月：劇・音楽の会、2学期終業式
- 1月：3学期始業式、スキー学習
- 3月：児童総会、卒業式、修了式、離任式

## 所在地
北海道札幌市中央区南10条西17丁目1番1号

## 出身者
- 小田稔（宇宙物理学者)
- 小田滋（元国際司法裁判所判事)
- 金森修 （哲学者）
- 川端絵美（アルペンスキー選手）
- 佐藤友則（キックボクサー）
- 若山弦蔵（俳優、声優)
- 渡辺淳一（作家)
- 青山千景（フリーアナウンサー）
- 中島代博（㈱かね彦代表取締役）
- 山口博教（経済学者）

## 卒業後の主な進路
- 札幌市立啓明中学校
- 札幌市立伏見中学校